# ナデジダ・オリザレンコ
ナデジダ・フョードロヴナ・オリザレンコ（Надежда Фёдоровна Олизаренко、ラテン文字転写: Nadezhda Feodrovna Olizarenko、1953年11月28日 - 2017年2月18日)は、ソビエト連邦の陸上競技選手である。800mを中心に中距離で活躍した選手であり、同種目の元世界記録保持者である。
1980年6月に、800mで同じソ連のタチアナ・カザンキナが持っていた1分54秒94の世界記録を破って1分54秒85の世界新記録を樹立した。さらに、翌月のモスクワオリンピックでは、樹立したばかりの世界記録をさらに更新し、1分53秒43の世界新記録で金メダルを獲得した。
2017年2月18日逝去。享年63。逝去はウクライナ陸上競技連盟により発表された。死因は公表されていないものの、
近年は闘病生活を送っていたという。

## 主な実績
- 1978年 ヨーロッパ選手権
  - 800m 銀メダル
  - 4×400m リレー 銀メダル
- 1980年 モスクワオリンピック
  - 800m 金メダル
  - 1500m 銅メダル
- 1986年 ヨーロッパ選手権
  - 800m 金メダル